# Rojepî, Jmerînka
Rojepî (în ucraineană Рожепи) este un sat în comuna Stodulți din raionul Jmerînka, regiunea Vinnița, Ucraina.

## Demografie
Componența lingvistică a localității Rojepî
     Ucraineană (93,8%)
     Rusă (6,2%)
Conform recensământului din 2001, majoritatea populației localității Rojepî era vorbitoare de ucraineană (93,8%), existând în minoritate și vorbitori de rusă (6,2%).